# Charlotte Hagström
Charlotte Hagström född 1965 är docent i etnologi vid Institutionen för kulturvetenskaper vid Lunds universitet. År 1999 disputerade hon på en avhandling om faderskap. Hagströms forskning har därefter handlat om namn och identitet, ritualer och traditioner samt föräldraskap, populärkultur  och cykling. Hagström forskar om tågresande, tåg- och järnvägsentusiaster. 
Charlotte Hagström syns ofta som tillfrågad expert i medier, till exempel om begreppet "fredagsmys".